# IEC 61131
IEC 61131 es un conjunto de normas e informes técnicos publicados por la Comisión Electrotécnica Internacional con el objetivo de estandarizar los autómatas programables.

## Partes
La norma se divide en 9 documentos independientes, de los cuales el 4 y el 8 aún no tienen rango de norma, sino de informe técnico. A continuación se indican los nombres, así como la versión y fecha de la última edición:
- Parte 1: Información general. Ed. 2.0 (2003).
- Parte 2: Especificaciones y ensayos de los equipos. Ed. 4.0 (2017).
- Parte 3: Lenguajes de programación. Ed. 3.0 (2013).
- Parte 4: Guías de usuario. Ed. 2.0 (2004).
- Parte 5: Comunicaciones. Ed. 1.0 (2000).
- Parte 6: Seguridad funcional. Ed. 1.0 (2012).
- Parte 7: Programación de control difuso (fuzzy). Ed. 1.0 (2000).
- Parte 8: Directrices para la aplicación e implementación de lenguajes de programación. Ed. 2.0 (2017).
- Parte 9: Interfaz de comunicación digital punto a punto para pequeños sensores y actuadores (SDCI). Ed. 2.0 (2022).
- Parte 10: Formatos de intercambio XML abierto para PLC. Ed. 1.0 (2019)